# Eugène d'Argence
Eugène d'Argence est un peintre français né Louis Eugène d'Argence-Caille à Villeneuve-Saint-Germain (Aisne) le 4 décembre 1853 et mort à Paris (14e arrondissement) le 10 mai 1914.
Élève de Pierre François Eugène Giraud et de Charles Busson, il peint de nombreux paysages montrant surtout des vues de Corse, d'Algérie et de Paris et ses environs ainsi que des marines. Il est nommé  peintre officiel de la Marine en 1890.
Il expose au Salon des indépendants entre 1890 et 1893 et au Salon National entre 1899 et 1913. 
Ses œuvres sont visibles au musée d'Orsay (Paris), au palais Fesch (Ajaccio) et au musée Gallé-Juillet (Creil).

## Œuvres
- Rivière près d'un bois (1880), huile sur toile, 69,9 × 91,5 cm, musée Gallé-Juillet de Creil
- Paysage au marais (XIXe siècle), huile sur toile, 55,5 × 46,5 cm, musée Gallé-Juillet de Creil
- Marine : la mer vue de la plage (XIXe siècle), huile sur toile, 65,5 × 40,5 cm, musée Gallé-Juillet de Creil
- Péniches sur une rivière (XIXe siècle), huile sur bois, 58,5 × 34 cm, musée Gallé-Juillet de Creil